# Nela Kuburović
Nela Kuburović, cyr. Нела Кубуровић (ur. 7 kwietnia 1982 w Sarajewie) – serbska prawniczka i urzędnik państwowy, od 2016 do 2020 minister sprawiedliwości.

## Życiorys
W 2005 ukończyła studia prawnicze na Uniwersytecie w Belgradzie, w 2008 zdała egzamin zawodowy. Od 2006 pracowała w jednym ze stołecznych sądów, gdzie była asystentem sędziego. W latach 2008–2009 była urzędniczką w ministerstwie sprawiedliwości. Następnie przeszła do pracy w wysokiej radzie sądownictwa (Visoki savet sudstva), gdzie była zatrudniona najpierw w departamencie ds. legislacji, a od 2013 kierowała departamentem ds. statusu sędziów.
W 2014 została członkinią kierownictwa Ministerstwa Sprawiedliwości jako asystent (pomoćnik) ministra Nikoli Selakovicia. W sierpniu 2016 nominowana na stanowisko ministra sprawiedliwości w drugim gabinecie Aleksandara Vučicia. Pozostała na tej funkcji również w utworzonym w czerwcu 2017 rządzie Any Brnabić. W 2017 dołączyła do władz krajowych Serbskiej Partii Postępowej. W październiku 2020 zakończyła pełnienie funkcji ministra.